# World Rugby Sevens Series femminili 2019-2020
Le World Rugby Sevens Series femminili 2019-2020 sono stati l'ottava edizione del circuito globale per squadre nazionali di rugby a 7 femminile, organizzato da World Rugby. In seguito allo scoppio della pandemia di COVID-19 la competizione si è conclusa anticipatamente il 2 febbraio 2020 e la classifica finale è stata redatta sulla base dei punti ottenuti dalle nazionali in cinque tornei disputati a fronte degli otto che erano stati originariamente programmati.

## Formato
La competizione è una serie di otto tornei dove le squadre partecipanti ottengono un punteggio secondo i piazzamenti nei singoli tornei al fine di determinare la classifica finale che assegnerà il vincitore.
In ogni torneo partecipano 12 squadre, alle 11 core teams, ovvero le squadre che hanno acquisito il diritto a partecipare a tutti i tornei della serie, si ne aggiunge una ad invito.
Al torneo di Hong Kong si disputa inoltre un torneo separato di qualificazione con 12 squadre, la cui vincitrice parteciperà all'edizione successiva delle World Series. 
La selezione brasiliana ha vinto il torneo di qualificazione precedente ed è diventata così una delle 11 core teams.

### Singolo torneo
Nella prima fase le squadre sono divise in gironi da quattro formazioni, che disputano un girone all'italiana. Sono attribuiti 3 punti per la vittoria, 2 per il pareggio, uno per la sconfitta, 0 se si dà forfait.
Nella seconda fase ad eliminazione diretta, le prime due di ogni girone, più le migliori due terze, competono per la Cup e per l'assegnazione delle medaglie. 
Le restanti squadre accedono invece alla Challenge trophy per determinare la loro posizione finale.
Ogni squadra al termine del torneo riceve dei punti secondo il piazzamento:
- Vincitore della Cup (1º posto): 20 punti
- Medaglia d'argento: 18 p
- Medaglia di bronzo: 16 p
- 4º posto: 14 p
- 5º posto: 12 p
- 6º posto: 10 p
- 7º posto: 8 p
- 8º posto: 6 p
- Vincitore del Challenge trophy (9º posto): 4 p
- 10º posto: 3 p
- 11º posto: 2 p
- 12º posto: 1 p

## Squadre partecipanti
Le 11 core teams sono le seguenti:
| Australia | Brasile     | Canada      | Figi          |
| Francia   | Inghilterra | Irlanda     | Nuova Zelanda |
| Russia    | Spagna      | Stati Uniti |               |

## Tornei
| Tornei 2019–2020 | Tornei 2019–2020                 | Tornei 2019–2020             | Tornei 2019–2020 |
| Torneo           | Località                         | Date                         | Vincitore        |
| ---------------- | -------------------------------- | ---------------------------- | ---------------- |
| Stati Uniti      | Infinity Park Glendale           | 5 ottobre 6 ottobre 2019     | Stati Uniti      |
| Dubai            | The Sevens Dubai                 | 5 dicembre 7 dicembre 2019   | Nuova Zelanda    |
| Sudafrica        | Cape Town Stadium Città del Capo | 13 dicembre 15 dicembre 2019 | Nuova Zelanda    |
| Nuova Zelanda    | Waikato Stadium Hamilton         | 25 gennaio 26 gennaio 2020   | Nuova Zelanda    |
| Australia        | Western Sydney Stadium Sydney    | 1º febbraio 2 febbraio 2020  | Nuova Zelanda    |
| Hong Kong        | Hong Kong Stadium Hong Kong      | N/D                          |                  |
| Canada           | Westhills Stadium Langford       | N/D                          |                  |
| Francia          | Stadio Jean Bouin Parigi         | N/D                          |                  |

## Classifica generale
| Pos. | Squadra       | Glendale | Dubai | Cape Town | Hamilton | Sydney | TOTALE |
| ---- | ------------- | -------- | ----- | --------- | -------- | ------ | ------ |
| 1    | Nuova Zelanda | 16       | 20    | 20        | 20       | 20     | 96     |
| 2    | Australia     | 18       | 14    | 18        | 14       | 16     | 80     |
| 3    | Canada        | 10       | 18    | 16        | 18       | 18     | 80     |
| 4    | Francia       | 14       | 12    | 14        | 16       | 14     | 70     |
| 5    | Stati Uniti   | 20       | 16    | 12        | 12       | 6      | 66     |
| 6    | Russia        | 8        | 10    | 6         | 8        | 8      | 40     |
| 7    | Figi          | 2        | 8     | 10        | 6        | 12     | 38     |
| 8    | Inghilterra   | 4        | 4     | 8         | 10       | 10     | 36     |
| 9    | Spagna        | 12       | 6     | 4         | 3        | 3      | 28     |
| 10   | Irlanda       | 6        | 3     | 2         | 2        | 2      | 15     |
| 11   | Giappone      | 3        | 1     | –         | –        | 4      | 8      |
| 12   | Brasile       | 1        | 2     | 1         | 1        | 1      | 6      |
| 13   | Cina          | –        | –     | –         | 4        | –      | 4      |
| 14   | Sudafrica     | –        | –     | 3         | –        | –      | 3      |

| Legenda          |
| ---------------- |
| Vincitrice       |
| Retrocessa       |
| Squadre invitate |

## Risultati Tornei

### USA Sevens
| Trofeo           | Finaliste                  | Semifinaliste               |
| ---------------- | -------------------------- | --------------------------- |
| Cup              | Stati Uniti 26-7 Australia | Nuova Zelanda 31-14 Francia |
| 5º posto         | Spagna 12-7 Canada         | Russia Irlanda              |
| Challenge Trophy | Inghilterra 36-14 Giappone | Brasile Figi                |

### Dubai Sevens
| Trofeo      | Finaliste                      | Semifinaliste              |
| ----------- | ------------------------------ | -------------------------- |
| Cup         | Nuova Zelanda 17-14 Canada     | Stati Uniti 24-7 Australia |
| 5º-8º posto | Francia, Russia, Figi e Spagna |                            |
| 9º posto    | Inghilterra 26-21 Irlanda      |                            |
| 11º posto   | Brasile 14-12 Giappone         |                            |

### South Africa Sevens
| Trofeo      | Finaliste                               | Semifinaliste        |
| ----------- | --------------------------------------- | -------------------- |
| Cup         | Nuova Zelanda 17-7 Australia            | Canada 22-17 Francia |
| 5º-8º posto | Stati Uniti, Figi, Inghilterra e Russia |                      |
| 9º posto    | Spagna 19-7 Sudafrica                   |                      |
| 11º posto   | Irlanda 26-7 Brasile                    |                      |

### New Zealand Sevens
| Trofeo    | Finaliste                    | Semifinaliste           |
| --------- | ---------------------------- | ----------------------- |
| Cup       | Nuova Zelanda 24-7 Canada    | Francia 19-14 Australia |
| 5º posto  | Stati Uniti 45-5 Inghilterra |                         |
| 7º posto  | Russia 26-21 Figi            |                         |
| 9º posto  | Cina 31-0 Spagna             |                         |
| 11º posto | Irlanda 26-19 Brasile        |                         |

### Australia Sevens
| Trofeo    | Finaliste                 | Semifinaliste           |
| --------- | ------------------------- | ----------------------- |
| Cup       | Nuova Zelanda 33-7 Canada | Australia 12-10 Francia |
| 5º posto  | Figi 17-5 Inghilterra     |                         |
| 7º posto  | Russia 19-15 Stati Uniti  |                         |
| 9º posto  | Giappone 33-17 Spagna     |                         |
| 11º posto | Irlanda 20-7 Brasile      |                         |